# باشگاه فوتبال رادنیشکی نیش
باشگاه فوتبال رادنیشکی نیش (سیریلیک صربی: Раднички Ниш) یک باشگاه فوتبال در شهر نیش، صربستان است. این باشگاه که در سال ۱۹۲۳ تأسیس شده سابقه یک نایب قهرمانی در سوپر لیگ فوتبال صربستان را دارد.